# Thorigné-sur-Dué
Pour les articles homonymes, voir Thorigné.
Thorigné-sur-Dué est une commune française, située dans le département de la Sarthe en région Pays de la Loire, peuplée de 1 653 habitants.
La commune fait partie de la province historique du Maine, et se situe dans le Haut-Maine.

## Géographie

### Localisation
Thorigné-sur-Dué fait partie de la communauté de communes Le Gesnois Bilurien.

#### Lieux-dits et écarts
Sur la route de Saint-Michel-de-Chavaignes on trouve deux lieux-dits : le Chat qui fume et en face Chat qui pêche. De plus, sur la route de Nuillé-le-Jalais, au carrefour avec la route de Connerré, un lieu-dit porte le nom de : la Pie Qui Couette.

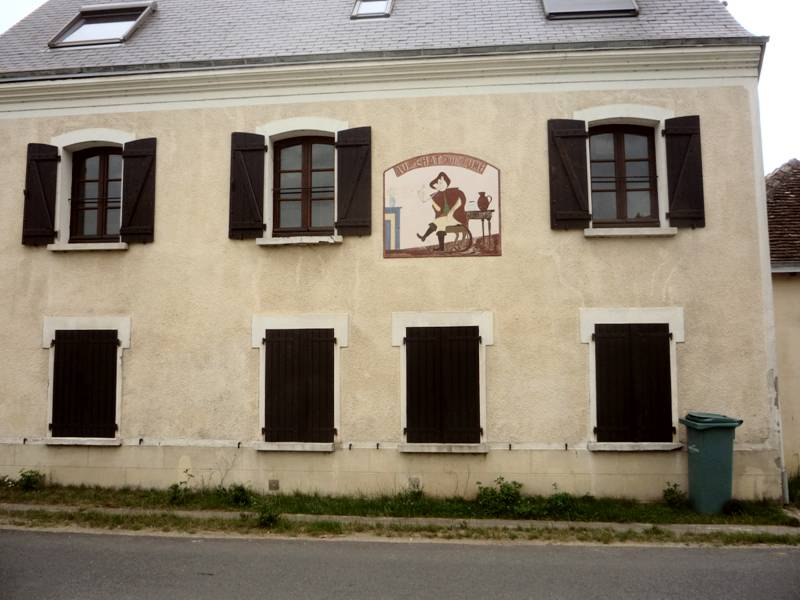
Le Chat Qui Fume.
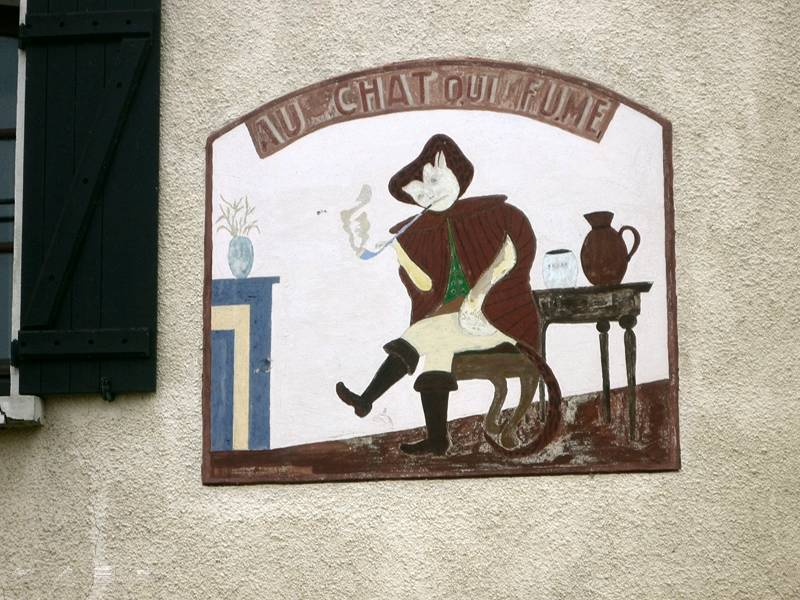
Le Chat Qui Fume.
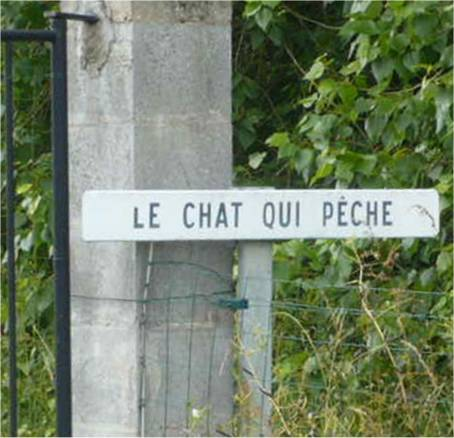
Le Chat Qui Pêche.

#### Communes limitrophes
| Connerré         | Duneau              |                            |
| Connerré         | Thorigné-sur-Dué    | Dollon                     |
| Nuillé-le-Jalais | Le Breil-sur-Mérize | Saint-Michel-de-Chavaignes |

### Voies de communication et transports

#### Voies de communication
Jusqu'aux années 1950, deux lignes de chemin de fer se croisaient à la gare :
- la ligne SNCF secondaire Connerré – Courtalain (Eure-et-Loir),
- le chemin de fer départemental Mamers - Saint-Calais dont il reste un tronçon touristique qui fonctionne entre Connerré et Bonnétable.

Les trains du TGV Atlantique vers Nantes et Brest empruntent la ligne à grande vitesse qui lui est affectée qui traverse le nord-ouest de la commune.

### Climat
Pour des articles plus généraux, voir Climat des Pays de la Loire et Climat de la Sarthe.
En 2010, le climat de la commune est de type climat océanique dégradé des plaines du Centre et du Nord, selon une étude du CNRS s'appuyant sur une série de données couvrant la période 1971-2000. En 2020, Météo-France publie une typologie des climats de la France métropolitaine dans laquelle la commune est exposée à un climat océanique altéré et est dans la région climatique Moyenne vallée de la Loire, caractérisée par une bonne insolation (1 850 h/an) et un été peu pluvieux.
Pour la période 1971-2000, la température annuelle moyenne est de 10,8 °C, avec une amplitude thermique annuelle de 14,1 °C. Le cumul annuel moyen de précipitations est de 705 mm, avec 11,5 jours de précipitations en janvier et 7,1 jours en juillet. Pour la période 1991-2020, la température moyenne annuelle observée sur la station météorologique de Météo-France la plus proche, sur la commune du Luart à 5 km à vol d'oiseau, est de 12,0 °C et le cumul annuel moyen de précipitations est de 686,4 mm,. Pour l'avenir, les paramètres climatiques de la commune estimés pour 2050 selon différents scénarios d'émission de gaz à effet de serre sont consultables sur un site dédié publié par Météo-France en novembre 2022.

## Urbanisme

### Typologie
Au 1er janvier 2024, Thorigné-sur-Dué est catégorisée commune rurale à habitat dispersé, selon la nouvelle grille communale de densité à sept niveaux définie par l'Insee en 2022.
Elle est située hors unité urbaine et hors attraction des villes,.

### Occupation des sols
L'occupation des sols de la commune, telle qu'elle ressort de la base de données européenne d’occupation biophysique des sols Corine Land Cover (CLC), est marquée par l'importance des territoires agricoles (88,8 % en 2018), une proportion sensiblement équivalente à celle de 1990 (89,6 %). La répartition détaillée en 2018 est la suivante : 
terres arables (52,2 %), prairies (27 %), zones agricoles hétérogènes (9,6 %), forêts (6,9 %), zones urbanisées (4,2 %). L'évolution de l’occupation des sols de la commune et de ses infrastructures peut être observée sur les différentes représentations cartographiques du territoire : la carte de Cassini (XVIIIe siècle), la carte d'état-major (1820-1866) et les cartes ou photos aériennes de l'IGN pour la période actuelle (1950 à aujourd'hui).

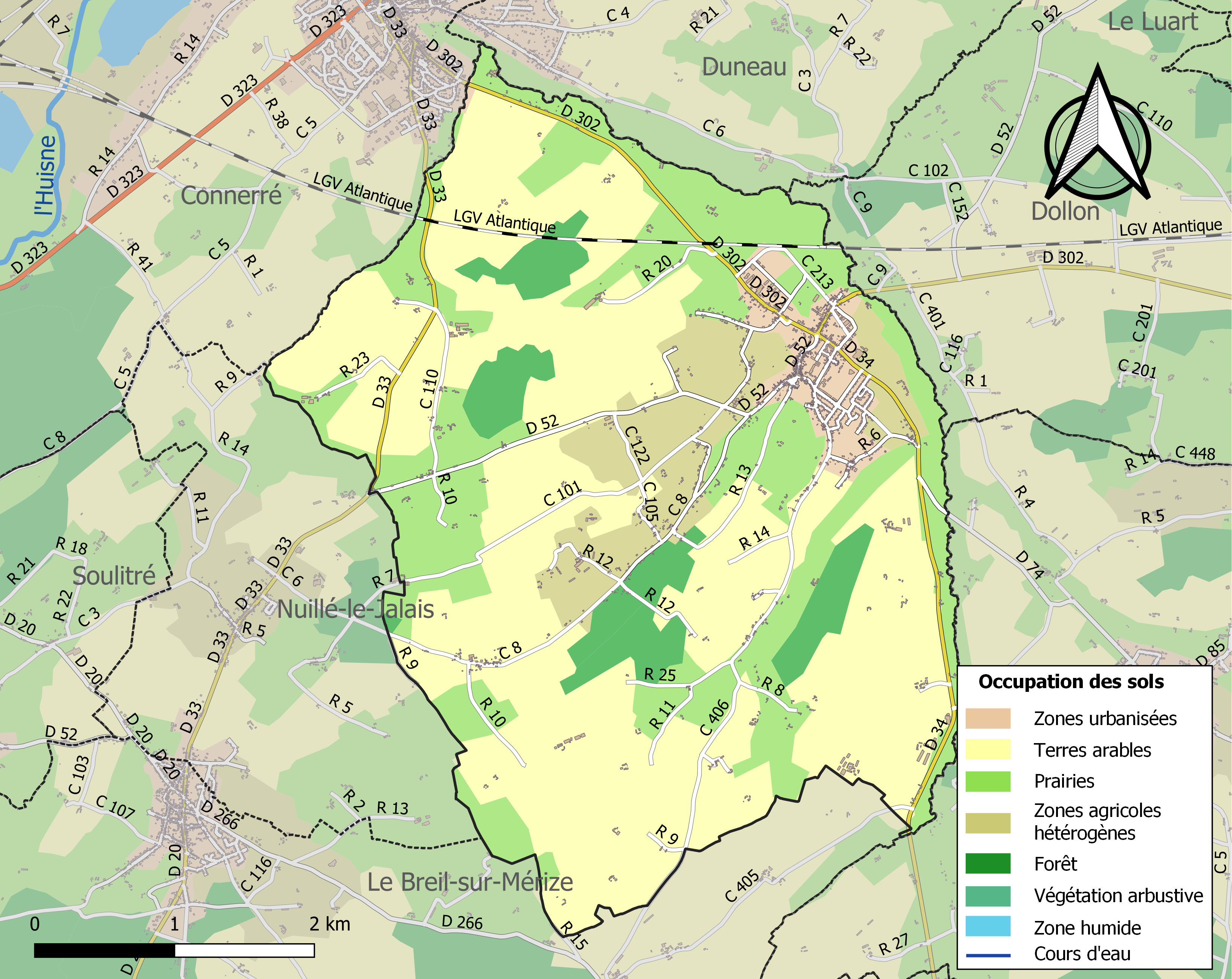
Carte des infrastructures et de l'occupation des sols de la commune en 2018 (CLC).

## Toponymie
D'origine gallo-romaine, la cité s'appelait Thoriniacum dérivé du nom d'un  propriétaire foncier appelé Taurinus, suivi du suffixe -i-acum de localisation. Équivalent des Thorigny et Thorignat.

## Histoire

### Époque contemporaine
Durant la guerre franco-prussienne de 1870, la commune est le siège le 9 janvier 1871 d'une bataille entre l'armée prussienne et l'armée de la Loire sous les ordres du général Chanzy. Il s'ensuivit une retraite vers Auvours (au sud-ouest du Mans) où l'armée française est définitivement battue les 10 et 11 janvier 1871. Connue sous le nom de « bataille du Mans », c'est une défaite décisive de la France contre l'Allemagne. Comme trace de ces faits, il existe un vestige d'une maison criblée de balles au lieu-dit la Chéquinière sur la route de Connerré, un prestigieux monument aux morts dont le soldat indique avec son bras le chemin que doivent prendre les troupes ennemies pour se retirer de la commune. En 1944, la deuxième division blindée a effectivement utilisé la route vers Dollon pour libérer le village.
En 1994, la commune est le cadre de l'affaire Leprince.

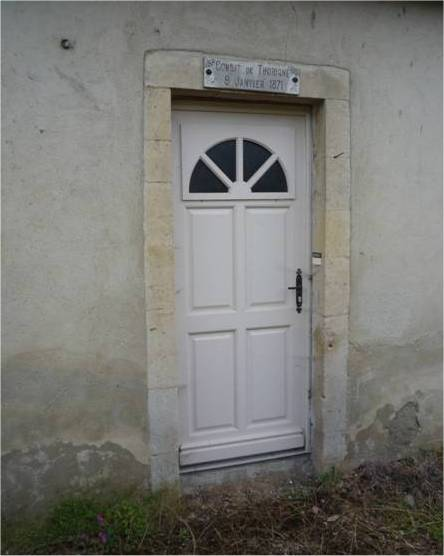
Mur criblé de balles à la Chéquinière.
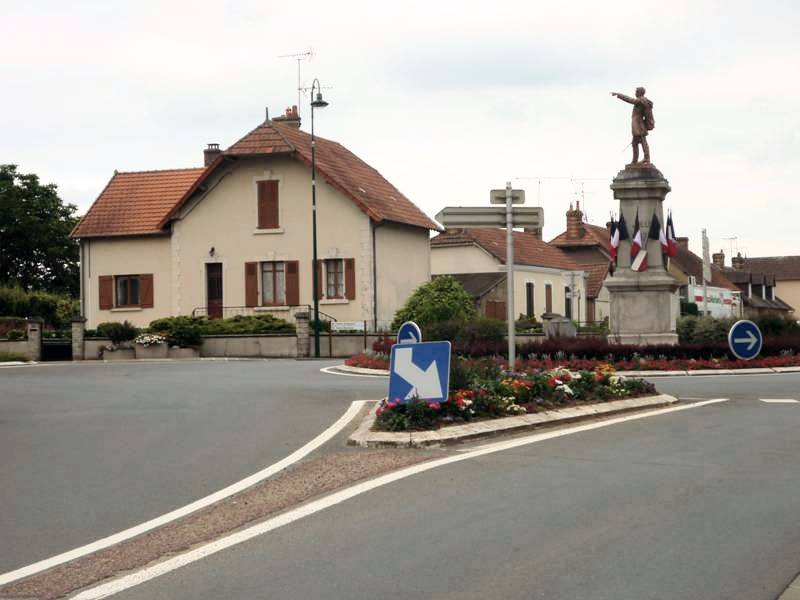
Le monument aux morts de la bataille de 1871.
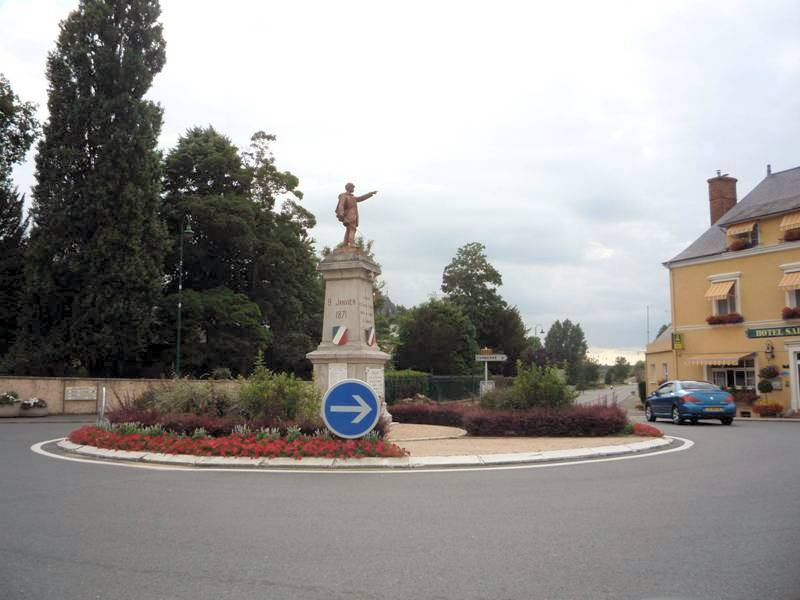
La place du Monument.

## Politique et administration

### Liste des maires
| Période                                  | Période   | Identité                    | Étiquette | Qualité                           |
| ---------------------------------------- | --------- | --------------------------- | --------- | --------------------------------- |
| (avant 1989)                             | mars 2001 | Claude Plais                |           | Entrepreneur (maçonnerie)         |
| mars 2001                                | mars 2008 | Christian Blache-Comte      |           | Dentiste                          |
| mars 2008                                | mai 2020  | Jean-Claude Godefroy        | SE        | Retraité                          |
| mai 2020                                 | En cours  | Nathalie Gauthier-Chailloux | SE        | Responsable assurance de personne |
| Les données manquantes sont à compléter. |           |                             |           |                                   |

## Population et société

### Démographie
L'évolution du nombre d'habitants est connue à travers les recensements de la population effectués dans la commune depuis 1793. Pour les communes de moins de 10 000 habitants, une enquête de recensement portant sur toute la population est réalisée tous les cinq ans, les populations de référence des années intermédiaires étant quant à elles estimées par interpolation ou extrapolation. Pour la commune, le premier recensement exhaustif entrant dans le cadre du nouveau dispositif a été réalisé en 2004.
En 2022, la commune comptait 1 653 habitants, en évolution de +3,7 % par rapport à 2016 (Sarthe : −0,25 %, France hors Mayotte : +2,11 %).
| 1793  | 1800  | 1806  | 1821  | 1831  | 1836  | 1841  | 1846  | 1851  |
| ----- | ----- | ----- | ----- | ----- | ----- | ----- | ----- | ----- |
| 1 524 | 1 601 | 1 556 | 1 585 | 1 676 | 1 922 | 1 852 | 1 865 | 1 877 |

| 1856  | 1861  | 1866  | 1872  | 1876  | 1881  | 1886  | 1891  | 1896  |
| ----- | ----- | ----- | ----- | ----- | ----- | ----- | ----- | ----- |
| 1 916 | 1 866 | 1 853 | 1 775 | 1 656 | 1 592 | 1 565 | 1 564 | 1 479 |

| 1901  | 1906  | 1911  | 1921  | 1926  | 1931  | 1936  | 1946  | 1954  |
| ----- | ----- | ----- | ----- | ----- | ----- | ----- | ----- | ----- |
| 1 448 | 1 426 | 1 398 | 1 356 | 1 358 | 1 267 | 1 285 | 1 191 | 1 204 |

| 1962  | 1968  | 1975  | 1982  | 1990  | 1999  | 2004  | 2006  | 2009  |
| ----- | ----- | ----- | ----- | ----- | ----- | ----- | ----- | ----- |
| 1 182 | 1 424 | 1 555 | 1 493 | 1 518 | 1 546 | 1 557 | 1 589 | 1 629 |

| 2014  | 2019  | 2022  | - | - | - | - | - | - |
| ----- | ----- | ----- | - | - | - | - | - | - |
| 1 602 | 1 615 | 1 653 | - | - | - | - | - | - |

Population par sexe: Hommes = 51 %, Femmes = 49 %
Situation matrimoniale: Mariés = 52 %, Célibataires = 32 %, Veufs = 10 %, Divorcés = 6 %
|            | 1999 | 2000 | 2001 | 2002 | 2003 | 2004 | 2005 | 2006 |
| ---------- | ---- | ---- | ---- | ---- | ---- | ---- | ---- | ---- |
| Naissances | 15   | 23   | 23   | 16   | 24   | 13   | 15   | 22   |
| Décès      | 19   | 22   | 20   | 20   | 21   | 12   | 29   | 28   |

### Manifestations culturelles et festivités
- Foire agricole.
- Fête de la musique.
- Tournoi inter-quartier organisé par l'Association sportive de Thorigné-sur-Dué.
- Comice agricole tous les huit ans.

### Sports
- Association sportive de Thorigné-sur-Dué.

## Économie
- Céréales, bovins, porcins (pour la fabrication régionale de rillettes du Mans).
- Choux à choucroute et cornichons (pour l'usine de conserves Charles Christ à Connerré).
- Centres d'éducation (IME et foyer ANAIS) .

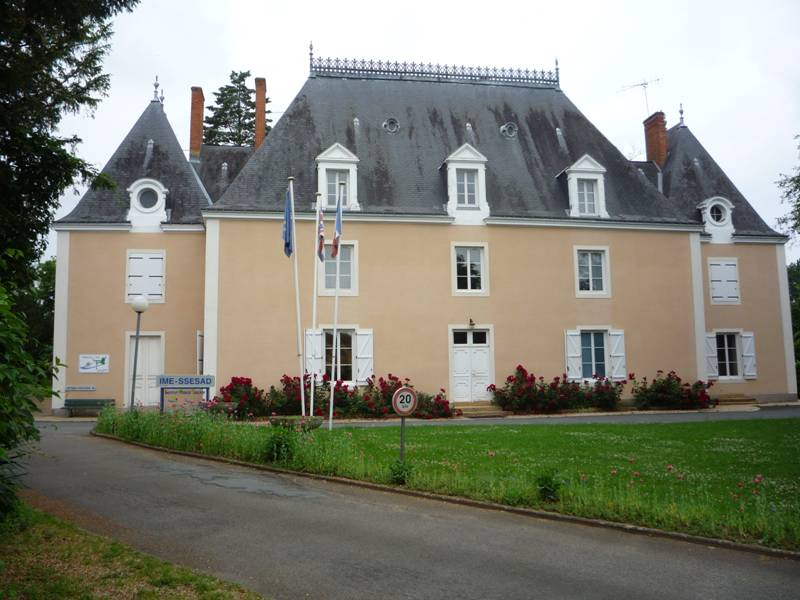
Le centre aéré SSEAD pour enfants handicapés.
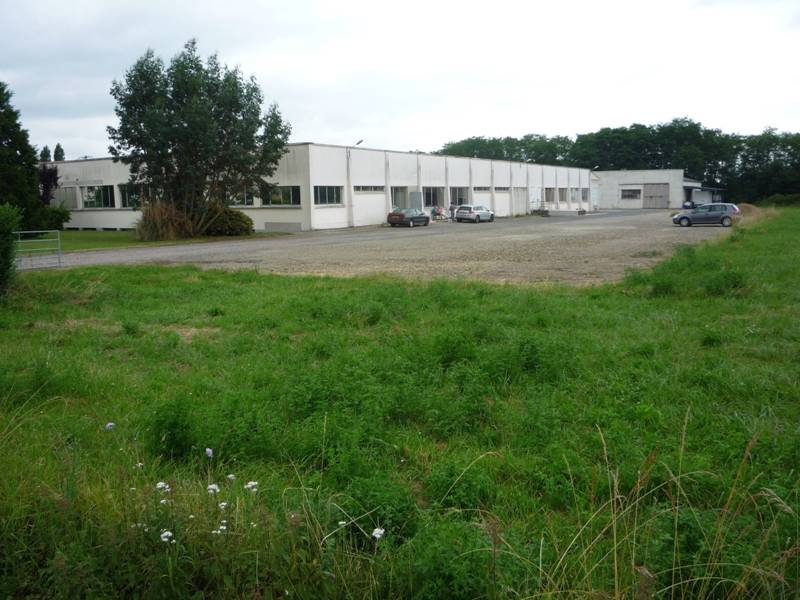
L'usine de meubles Féliz Monge.

## Culture locale et patrimoine

### Lieux et monuments
- Église Notre-Dame d'origine romane, en partie reconstruite, ayant un vitrail du XVIe siècle et un retable du XVIIe.
- Monument aux morts.
- Hôtel Saint-Jacques, restauré.

### Patrimoine naturel
La commune est une ville fleurie (une fleur) au concours des villes et villages fleuris.

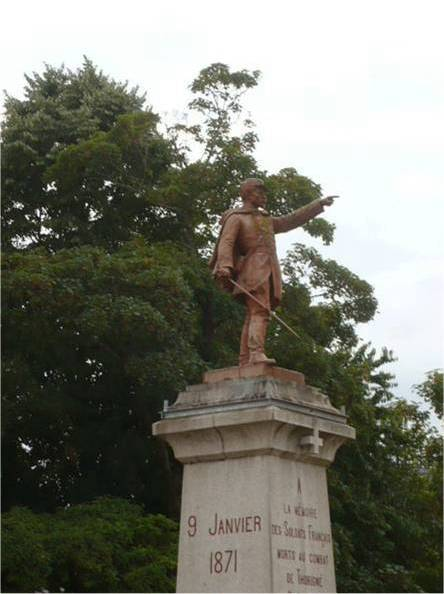
Monument commémoratif de la bataille de 1871
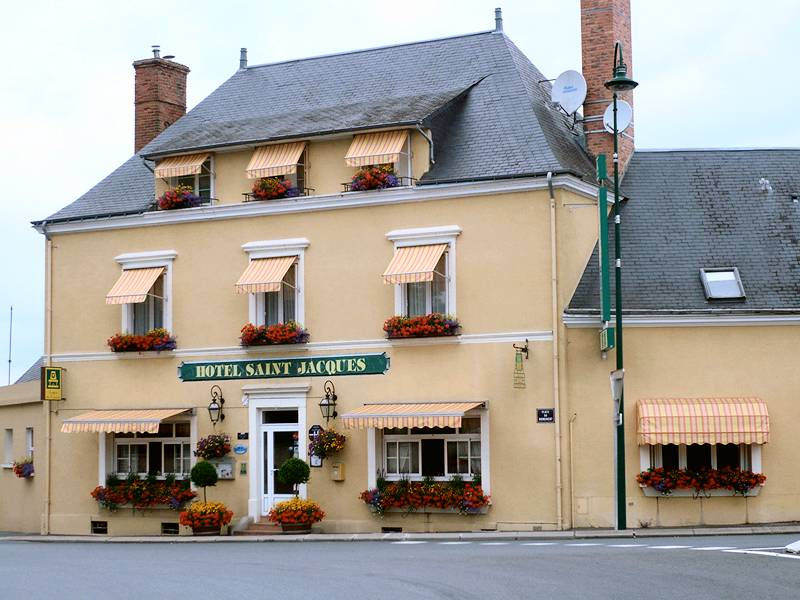
L'hôtel Saint-Jacques.
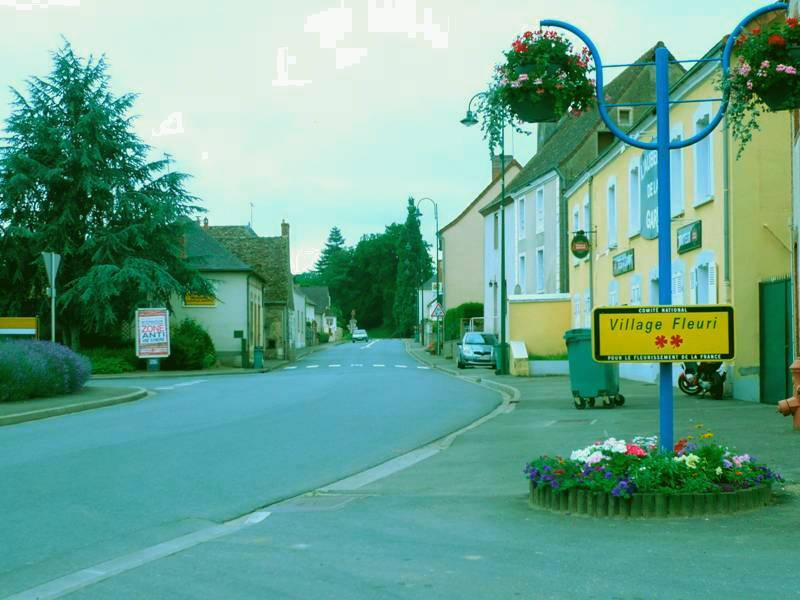
L'entrée depuis Dollon.
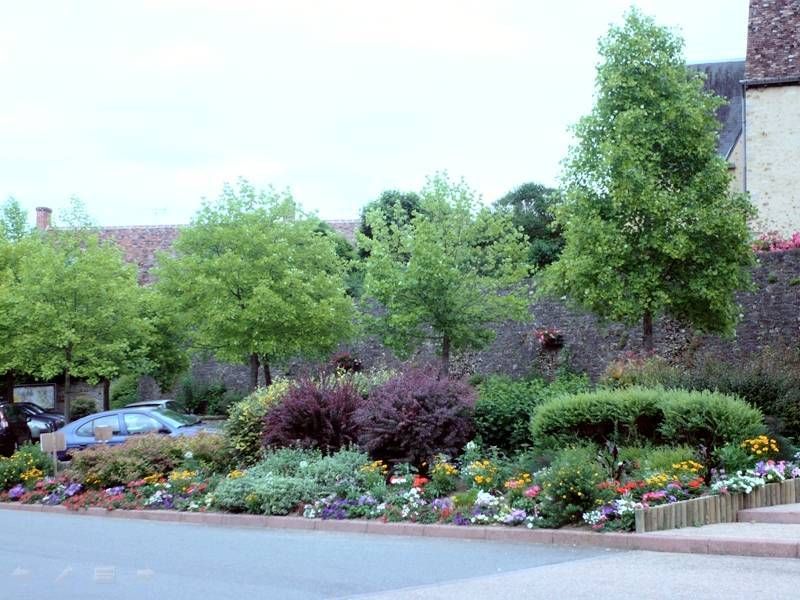
La rue centrale.
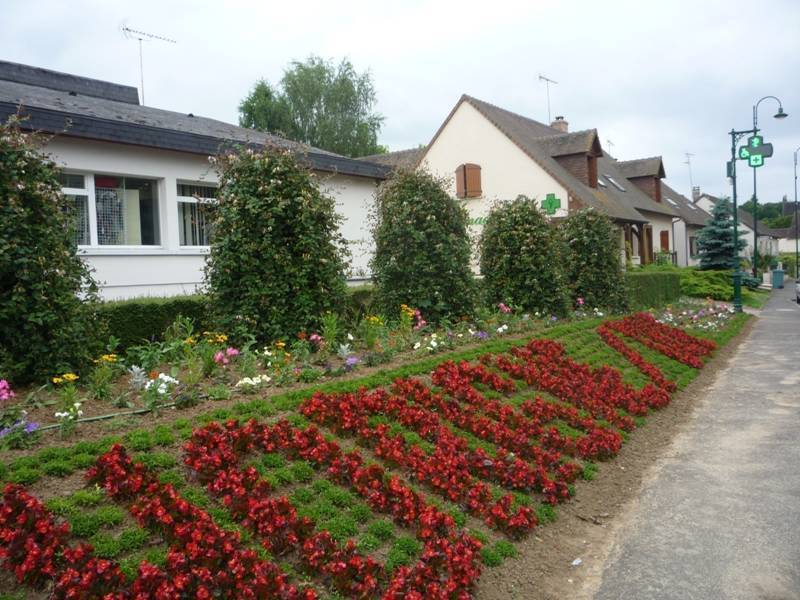
Près de la place du Monument.
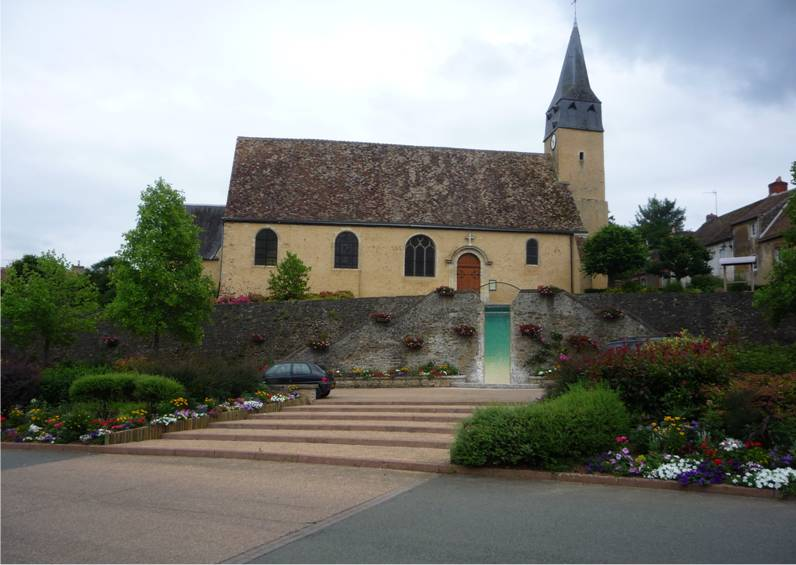
L'église sur la colline.